# Грей (Джорджія)
Грей (англ. Gray) — місто (англ. city) в США, в окрузі Джонс штату Джорджія. Населення — 3436 осіб (2020).

## Географія
Грей розташований за координатами 33°0′4″ пн. ш. 83°32′18″ зх. д. / 33.00111° пн. ш. 83.53833° зх. д. (33.001223, -83.538428).  За даними Бюро перепису населення США в 2010 році місто мало площу 10,07 км², з яких 10,04 км² — суходіл та 0,03 км² — водойми.

## Демографія
Згідно з переписом 2010 року, у місті мешкало 3276 осіб у 1171 домогосподарстві у складі 827 родин. Густота населення становила 325 осіб/км².  Було 1288 помешкань (128/км²).
Расовий склад населення:
| - 69,4 % — білих - 28,1 % — чорних або афроамериканців - 0,6 % — азіатів - 0,1 % — корінних американців |

До двох чи більше рас належало 1,4 %. Частка іспаномовних становила 1,3 % від усіх жителів.
За віковим діапазоном населення розподілялося таким чином: 28,3 % — особи молодші 18 років, 58,2 % — особи у віці 18—64 років, 13,5 % — особи у віці 65 років та старші. Медіана віку мешканця становила 34,5 року. На 100 осіб жіночої статі у місті припадало 87,2 чоловіків;  на 100 жінок у віці від 18 років та старших — 83,6 чоловіків також старших 18 років.
Середній дохід на одне домашнє господарство  становив 60 558 доларів США (медіана — 50 188), а середній дохід на одну сім'ю — 75 760 доларів (медіана — 73 839). Медіана доходів становила 50 542 долари для чоловіків та 30 734 долари для жінок. За межею бідності перебувало 15,7 % осіб, у тому числі 25,6 % дітей у віці до 18 років та 14,5 % осіб у віці 65 років та старших.
Цивільне працевлаштоване населення становило 1390 осіб. Основні галузі зайнятості: освіта, охорона здоров'я та соціальна допомога — 33,6 %, публічна адміністрація — 15,1 %, роздрібна торгівля — 9,3 %, науковці, спеціалісти, менеджери — 8,6 %.